# Jah Mason
Pour les articles homonymes, voir Mason.
Jah Mason, (né Andre Johnson en 1970 dans la Paroisse de Manchester), est un chanteur de reggae jamaïcain. 

## Biographie
Ce Bobo Dread commença sa carrière grâce à Junior Reid qui le produisit sur son label JR production. Un jour alors qu'il enregistrait chez Junior Reid il vit passer Capleton vers Riverview. Jah Mason, qui avait une cassette sur lui, proposa de lui faire écouter quelques sons. C'est ainsi que Jah Mason rejoignit le crew David House. 
En parallèle, il enregistre de nombreux single sur le label Flames de Tony Rebel (avec qui il a des liens familiaux) dont, entre autres, les hits Natural Vegetable et Money dem a run down.
Jah Mason sortit son premier album Keep your joy sur le label River Nile Production toujours grâce à Tony Rebel.
Chaque année suivante est l'occasion pour Jah Mason de sortir un nouvel album, Working so hard puis Unlimited, Never Give Up, Most Royal et Surprise Dem qui sortent en même temps en 2004 sur deux labels différents, respectivement sur Jah Warrior et Viking production.
En 2005 il sort l'album Rise.
En 2006 il sort le titre Princess Gone ...The saga bed chez VP Records avec les participations de Dean Fraser (sax), Earl Chinna Smith (guitare), Leroy Wallace (batterie), ou Sticky Thompson (percussions).
La même année (2006) il sort Wheat and Tears chez Greensleeves Records. 
En 2007 il sort Life is just a Journey chez Frenchie (Maximum Sound).
En 2009 Il sort un titre intitulé Be strong avec l'artiste BIG JAY provenant de la Guadeloupe.
En 2011, il sort le titre Mon ile avec le célèbre groupe dd reggae français Danakil. Cela lui a permis d'enrichir son image et de relancer une carrière mondiale.
En 2008, il sort No Matter the Time chez Jennys Reccord, et participe à la chanson Tant qu'il y aura... sur l'album Dialogue de Sourds de Danakil.
En 2012, il sort "Selassie I Bless me" sur le label King Sound Music (William Humblet)
En 2013, il participe sur le morceau Only Love  de l'album Paradise avec Dub Inc .
En 2014, apprécié du public français, il fait une tournée en France accompagné de Lutan Fyah.
Cet artiste jamaïcain est très apprécié par le public français et il effectue ainsi de nombreuses tournées dans l'hexagone. Sa voix rauque, ses paroles conscientes et engagées, son énergie scénique en font un artiste reggae réputé.

## Discographie
- Most Royal (2004)
- Never Give Up (2004)
- Life is Just a Journey (2007)
- Wheat and Tears (2010)
- The Journey (2011)
- My Princesse Gone (2011)
- Keep Ya Head Up (2012)
- Love and Wisdom (2015)

(à compléter)